# Deutscher Museumsbund
Der Deutsche Museumsbund (DMB) ist ein bundesweiter Interessenverband für Museen in Deutschland. Er vertritt die Belange historischer, kulturhistorischer, technikhistorischer, naturwissenschaftlicher Museen und Kunstmuseen sowie weiterer Museumsgattungen.
Der Verband setzt sich für die Schaffung und den Erhalt der inhaltlichen, personellen und finanziellen Grundvoraussetzungen von Museen ein, berät Mitglieder sowie Verbände, Stiftungen und Behörden zu museumsrelevanten Themen und kooperiert mit regionalen Museumsämtern und -verbänden sowie mit nationalen und internationalen Organisationen. Darüber hinaus erarbeitet er Stellungnahmen und Positionspapiere zu aktuellen Themen, regt zur Diskussion museumsspezifischer Fragen im Rahmen von Tagungen, Workshops etc. an, entwickelt und koordiniert Projekte mit exemplarischem oder nachhaltigem Charakter, initiiert Umfragen und Erhebungen und gibt regelmäßig die Publikationen Museumskunde, Bulletin und Einkaufsführer für Museen heraus.
Die Vereinsarbeit vollzieht sich über den Vorstand, über die Geschäftsstelle sowie über die Fachgruppen und Arbeitskreise des Verbandes. Der Verein kooperiert eng mit dem Institut für Museumsforschung in Berlin sowie mit regionalen und internationalen Museumsorganisationen.

## Geschichte

### Anfänge
Die deutsche Museumslandschaft befand sich zu Beginn des 20. Jahrhunderts in einer regen Diskussion über ihre Aufgaben und ihr Selbstverständnis. Als Mittelpunkt des kulturellen Lebens wurden vielerorts Museen eingeweiht und ihre Funktion als Forschungs- und Bildungsstätten anerkannt. Zwei bedeutende Tagungen in dieser Zeit waren die Konferenz der Arbeiterwohlfahrtseinrichtungen mit dem Thema Die Museen als Volksbildungsstätten 1903 und der Kunsthistorische Kongress 1906. In diesem Zusammenhang war die Gründung der Zeitschrift Museumskunde im Jahr 1905 ein erster Ausdruck der Zusammengehörigkeit der Museumsfachleute in dieser Zeit. Die Initiative zu dieser Publikation geht auf den damals in Dresden tätigen Kunsthistoriker Karl Koetschau (1868–1949) zurück. Sie wurde zum Forum der deutschen Kultur- und Museumspolitik und zum Sprachrohr der deutschen Museen.
Auf Anregung der Museumsdirektoren Karl Koetschau, Gustav Pauli und Georg Swarzenski gründeten 22 namentlich eingeladene Leiter öffentlicher deutscher kunst- und kulturgeschichtlicher Museen am 23. Mai 1917 im Städelschen Kunstinstitut in Frankfurt am Main den Deutschen Museumsbund. Die kultur- und museumspolitischen Aufgaben des neuen Berufsstandes- und Fachverbandes wurden in § 1 der ersten Satzung festgehalten:
„Der Bund bezweckt den Zusammenschluß der deutschen Museen für Kunstgeschichte und für Kulturgeschichte, die Förderung der musealen Arbeit sowie die Vertretung der Standesehre der Museumsbeamten, ihrer Pflichten und Rechte im öffentlichen Leben.“
In der ersten Gründungsphase war die Mitgliedschaft im Deutschen Museumsbund ausschließlich auf Personen beschränkt, Geschäftsleiter für ein Jahr war jeweils der Direktor des einladenden Museums für die nächste Jahrestagung.
Nachdem 1927 beschlossen worden war, einen Gesamtverband mit fachwissenschaftlichen Sektionen aufzubauen, wurde 1928 die Satzung des Deutschen Museumsbundes als Gesamtorganisation aller Museen angenommen.

### Von 1933 bis 1945
Innerhalb des Verbandes waren die Leiter der wichtigsten öffentlichen Sammlungen von Gegenwartskunst vereint: Ernst Gosebruch, Hildebrand Gurlitt, Eberhard Hanfstaengl, Ludwig Justi, Gustav Pauli, Max Sauerlandt. Doch in Zeiten der Weimarer Republik und der NS-Kulturpolitik gerieten die bedeutendsten Museumsdirektoren – die kostspielige Werke französischer und anderer ausländischer Künstler erwarben – immer wieder in die Kritik, wurden entlassen oder zwangsbeurlaubt.
Diese Entwicklung wurde auf den Tagungen des Verbandes mit Besorgnis zur Kenntnis genommen und öffentlich kritisiert – jedoch ohne nachhaltige Wirkung. Auch verkündete Werner Noack bei der Jahrestagung 1933, dass es keine geschlossenen Tagungen mehr gebe: "Heute legt uns der Geist des neuen Deutschlands und die Disziplin des nationalsozialistischen Denkens die Verpflichtung auf, unsere Verhandlungen so zu führen, als ob sie in breitester Öffentlichkeit stattfänden."
Obwohl der Verband im September 1933 einen Fragenkatalog verschickte, mit dem Argumente gegen ideologische Angriffe erbeten wurden, vollzog sich die Anpassung des Verbandes an die nationalsozialistische Herrschaft im Laufe der ersten Jahre nahezu reibungslos. Denn ohne die prominenten und agilen Einzelmitglieder, die die Sammlungen für Gegenwartskunst geleitet hatten, war der Verband nicht mehr in der Lage, kulturpolitische Impulse zu setzen. Der Bund wurde weder verboten noch aufgelöst und existierte unter dem Vorsitzenden Noack bis 1945 weiter.

### Von 1945 bis 1989
Während der Zeit des Nationalsozialismus war die Abteilung für Naturwissenschaftliche Museen im Deutschen Museumsbund am längsten aktiv. Sie war es auch, die nach dem Zweiten Weltkrieg im Westen Deutschlands im Jahr 1949 als erste Abteilung wieder auflebte. Die kulturgeschichtlichen Museen und Kunstmuseen folgten 1957. In einer außerordentlichen Mitgliederversammlung dieser beiden Fachgruppen wurde der Verband am 12. April 1960 in Hannover dann neu konstituiert. Zu dieser Zeit war neben der persönlichen bereits die korporative Mitgliedschaft eingeführt, so dass der Verband sowohl als Personal- als auch als Fachverband fungieren konnte.
Im Zuge einer strukturellen Umwandlung des Verbandes gaben die beiden Fachgruppen ihre bisherige Selbstständigkeit auf und gliederten sich mit der Neufassung der Satzung am 17. Februar 1972 in Hannover dem Gesamtverband ein. In den Folgejahren entwickelte der Verband sein Profil: mit der Beratung von politischen und kulturpolitischen Gremien, der Herausgabe von Publikationen sowie der Durchführung von Öffentlichkeitsarbeit für Museen. Die seit 1976 regelmäßig durchgeführte statistische Erhebung von Besuchszahlen übernahm ab 1982 das Institut für Museumskunde (heute: Institut für Museumsforschung).
Der Deutsche Museumsbund übernahm die Koordination des seit 1978 begangenen Internationalen Museumstags.
Mit dem Bau der Berliner Mauer wurde die endgültige Trennung des ost- und westdeutschen Museumswesens vollzogen und 1965 in der DDR der Rat für Museumswesen gegründet. Er war beim Ministerium für Kultur angesiedelt und gab die Zeitschrift Neue Museumskunde heraus. Während der Deutsche Museumsbund in der Bundesrepublik als repräsentative Vertretung der deutschen Museen galt und Verbindungen zur Ständigen Konferenz der Kultusminister, zum Deutschen Städtetag, zum Wissenschaftsrat, zum Auswärtigen Amt und der UNESCO unterhielt, war es Aufgabe des Rates für Museumswesen, die Entwicklung eines einheitlichen sozialistischen Museumswesens zu fördern.

### Seit 1989
Auf der Jahrestagung des Verbandes im Jahr 1990 in Kempten (Allgäu) verabschiedete der Verband eine Resolution, mit der Museumsvertreter aus der DDR zur Mitgliedschaft im Verband eingeladen wurden. Im selben Jahr gründeten sich die regionalen Museumsverbände in den neuen Bundesländern, 1992 folgte der Landesverband der Museen zu Berlin.
Seit 1975 unterhält der Verband seine Geschäftsstelle am Sitz des amtierenden Präsidenten und – nach jahrzehntelanger Diskussion – seit 1995 eine hauptamtliche Geschäftsführung. 1997 wurde das Berliner Büro eröffnet.
Der Verband finanziert sich durch Mitgliedsbeiträge sowie durch Projektmittel – derzeit des Beauftragten der Bundesregierung für Kultur und Medien (BKM) sowie weiterer projektbezogener Partner.
Im Februar 2006 wurde zusammen mit ICOM Deutschland die Handreichung Standards für Museen herausgegeben.

## Präsidenten
- 1975 bis 1983: Wolfgang Klausewitz
- 1983 bis 1991: Christoph B. Rüger
- 1991 bis 1995: Siegfried Rietschel
- 1995 bis 2003: Martin Roth
- 2003 bis 2010: Michael Eissenhauer
- 2010 bis 2014: Volker Rodekamp
- 2014 bis 2022: Eckart Köhne[6]
- seit 11. Mai 2022: Wiebke Ahrndt[7]

## Arbeitskreise und Fachgruppen
Die sieben Arbeitskreise (AK) und sieben Fachgruppen (FG) sind zentrale Arbeitsgremien des Deutschen Museumsbunds. Sie repräsentieren die verschiedenen Museumsgattungen und Bereiche im Museum.
- Ausstellungsplanung (AK)[9]
- Bildung und Vermittlung (AK)[10]
- Konservierung und Restaurierung (AK)[11]
- Migration (AK)[12]
- Presse- und Öffentlichkeitsarbeit (AK)[13]
- Verwaltungsleitung (AK)[14]
- Volontariat (AK)[15]
- Archäologische Museen (FG)[16]
- Dokumentation (FG)[17]
- Freilichtmuseen (FG)[18]
- Geschichtsmuseen (FG)[19]
- Kulturhistorische Museen und Kunstmuseen (FG)[20]
- Naturwissenschaftliche Museen (FG)[21]
- Technikhistorische Museen (FG)[22]

## Publikationen
- Museumskunde. Holy-Verlag u. a., Berlin u. a.: Erste Folge (1905–1923/24, Bände 1–17); Zweite Folge (1929–1939, Bände 1–11); Dritte Folge (1960–1972 (1975), Bände 29–41; seit 1977, Bände 42 ff.), ISSN 0027-4178.
- Bulletin. Deutscher Museumsbund, Berlin/Dresden/Kassel seit 1996, ISSN 1438-0595 (Online).
- Das MuseumsMagazin. Menschen, Schatzkammern, Geschichten. Deutscher Sparkassenverlag, Stuttgart 2004–2010, ZDB-ID 2144942-9 (Online).
- mit ICOM Deutschland (Hrsg.): Standards für Museen. Kassel/Berlin 2006 (PDF).
- mit dem Bundesverband Museumspädagogik (Hrsg.): Qualitätskriterien für Museen: Bildungs- und Vermittlungsarbeit. Berlin 2008, ISBN 978-3-9811983-2-4 (PDF).
- Gemeinsam mit ICOM Deutschland, ICTOP – International Committee for the Training of Personnel (Hrsg.): Museumsberufe – Eine europäische Empfehlung. Berlin 2008, ISBN 978-3-9811983-3-1 (PDF).
- Bürgerschaftliches Engagement im Museum. Berlin 2008, ISBN 978-3-9811983-1-7 (PDF).
- mit ICOM Deutschland (Hrsg.): Leitfaden für das wissenschaftliche Volontariat. Berlin 2009, ISBN 978-3-9811983-4-8 (PDF).
- Leitfaden für die Dokumentation von Museumsobjekten. Berlin 2011, ISBN 978-3-9811983-6-2 (PDF).
- Leitfaden zur Erstellung eines Museumskonzepts. Berlin 2011, ISBN 978-3-9811983-7-9 (PDF).
- Nachhaltiges Sammeln. Ein Leitfaden zum Sammeln und Abgeben von Museumsgut. Berlin/Leipzig 2011, ISBN 978-3-9811983-9-3 (PDF).
- mit dem BDK – Fachverband für Kunstpädagogik, Bundesverband Museumspädagogik, Bundeszentrale für politische Bildung, Stiftung Mercator (Hrsg.): schule@museum – Eine Handreichung für die Zusammenarbeit. Berlin 2011, ISBN 978-3-9811983-8-6 (PDF).
- mit dem Bundesverband Museumspädagogik, Bundeskompetenzzentrum Barrierefreiheit (Hrsg.): Das inklusive Museum. Leitfaden für Barrierefreiheit und Inklusion. Berlin 2013, ISBN 978-3-9811983-9-3 (PDF).
- Empfehlungen zum Umgang mit menschlichen Überresten in Museen und Sammlungen. Berlin 2013 (PDF).
- Museen, Migration und kulturelle Vielfalt. Handreichungen für die Museumsarbeit. Berlin 2015, ISBN 978-3-9816628-1-8 (PDF).
- Leitfaden für das wissenschaftliche Volontariat im Museum. Berlin 2018, ISBN 978-3-9816628-7-0 (PDF).
- Leitfaden zum Umgang mit Sammlungsgut aus kolonialen Kontexten. Berlin 2018, ISBN 978-3-9819866-0-0 (PDF); 3. Fassung: Berlin 2021 (PDF).
- Hauptsache Publikum! Besucherforschung für die Museumspraxis. Berlin 2019, ISBN 978-3-9819866-1-7 (PDF).
- Professionell arbeiten im Museum. Berlin 2019, ISBN 978-3-9819866-5-5 (PDF).
- mit dem Bundesverband Museumspädagogik (Hrsg.): Bildung und Vermittlung im Museum gestalten. Berlin 2020, ISBN 978-3-9819866-7-9 (PDF).
- Museen und Sicherheit. Ratgeber für Diebstahlschutz im Museum. Berlin 2021, ISBN 978-3-9819866-7-9 (PDF).
- Leitfaden zum Umgang mit menschlichen Überresten in Museen und Sammlungen. Berlin 2021, ISBN 978-3-9822232-4-7 (PDF).
- Handreichung. Digitale Grunderfassung – 10 Grundsätze. Berlin 2022 (PDF).
- Leitfaden Klimaschutz im Museum. Berlin 2023, ISBN 978-3-9825110-2-3 (PDF).
- Ausstellungspraxis in Museen. Ein Handbuch. Berlin 2023, ISBN 978-3-9825110-1-6 (PDF).
- mit ICOM Deutschland, Konferenz der Museumsberatungsstellen in den Ländern (Hrsg.): Leitfaden. Standards für Museen. Berlin 2023, ISBN 978-3-9825110-3-0 (PDF).
- Handreichung. Museen im politischen Raum: Was darf ich und was nicht? Berlin 2025 (PDF).